# حافري المولد
حافري المولد (الاسم العلمي: Onygena)، جنس فطريات من فصيلة حافرية المولد. يشتمل الجنس على خمسة أنواع توجد في أمريكا الشمالية وأوروبا وتنمو هذه الفطريات على العظام والريش
الاسم العلمي
مركب من كلمتين إغريقيتين "onyx" بمعنى حافر و"geino" بمعنى مولد أو منتوج او مصنوع. في إشارة إلى هذا الفطر الذي يوجد دائمًا على حوافر الخيول القديمة في الأماكن الظليلة.

## روابط خارجية
- حافري المولد  في فهرس فونغوروم.